# Хохлов, Дмитрий Дмитриевич
Дмитрий Дмитриевич Хохлов (родился 16 февраля 1946 года в Ленинграде), советский и российский дирижёр. Народный артист Российской Федерации (2007), художественный руководитель и главный дирижер Государственного Академического Русского оркестра им. В. В. Андреева, преподает дирижирование в Санкт-Петербургской консерватории имени Н. А. Римского-Корсакова. Член правления Союза концертных деятелей Петербурга.

## Биография

### Образование
- В 1971 окончил Ленинградскую ордена Ленина государственную консерваторию имени Н. А. Римского-Корсакова (хоровое дирижирование — педагог Е. П. Кудрявцева).
- В 1976 окончил Московскую ордена Ленина государственную консерваторию имени П. И. Чайковского (оперно-симфоническое дирижирование — педагог Б. Э. Хайкин).
- В 1979 ассистентура-стажировка в Московской ордена Ленина государственной консерватории имени П. И. Чайковского.

### Карьера
- В конце 1970-х годов работал главным дирижёром симфонического оркестра Казахстана, где получил звание заслуженный деятель искусств Казахской ССР.
- В 1977—1979 работал дирижером Ленинградского Академического театра оперы и балета им. С. М. Кирова.
- В 1979—1983 работал дирижером Ленинградской академической филармонии им. Д. Д. Шостаковича.
- В 1984—1986 работал главным дирижёром Государственного симфонического оркестра Монголии.
- С 1986 возглавил Государственный Академический Русский оркестр им. В. В. Андреева[3].

Талантливый дирижер, работавший до этого со многими симфоническими оркестрами и оперными театрами, Д. Д. Хохлов бережно сохранил заложенные В. В. Андреевым традиции, развил его идеи и продолжил создание коллектива, о котором мечтал Андреев. Сегодня под руководством Хохлова оркестру под силу исполнение программы любой сложности: от популярных народных мелодий до произведений мировой классики. Новаторски введенная Хохловым в состав коллектива медная духовая группа обогатила репертуар и звучание оркестра, позволив представить публике мировые музыкальные шедевры в особом звучании народных инструментов. Д. Д. Хохлов вернул оркестр на лучшие сцены Петербурга — Большой зал Филармонии, Мариинский театр, Капеллу, а также на лучшие мировые сцены в США, Японии, Франции, Испании, Швеции, Швейцарии и т. д.
- С 1988 преподаватель, доцент Санкт-Петербургской консерватории имени Н. А. Римского-Корсакова (кафедра ансамбля, инструментовки и дирижирования).[5]
- В 2003 году был приглашен дирижировать филармоническим оркестром в Осаку, Япония.

## Семья
Сын — Хохлов, Евгений Дмитриевич, российский дирижёр, выпускник Санкт-Петербургской консерватории имени Н. А. Римского-Корсакова (хоровое дирижирование — педагог Е. П. Кудрявцева) и (оперно-симфоническое дирижирование — педагог Хохлов, Дмитрий Дмитриевич). В 2011 −2016 дирижер, а с 2017 главный дирижёр Самарского академического театра оперы и балета.

## Награды и звания
- заслуженный деятель искусств Казахской ССР
- народный артист РФ (9 мая 2007 (указ № 597)[2]
- Почётный знак «За заслуги перед Санкт-Петербургом» (2017)
- Почётный знак «За особый вклад в развитие Санкт-Петербурга» (6 декабря 2023 года) — за особые заслуги перед Санкт-Петербургом в профессиональной или общественной деятельности[8]
- Почётная медаль ТЮРКСОЙ в честь Мукана Тулебаева (2019)[9]